# Voyelle pré-ouverte postérieure arrondie
La voyelle pré-ouverte postérieure arrondie est une voyelle utilisée dans certaines langues. Elle n’a pas de symbole propre dans l'alphabet phonétique international (API) mais peut être représentée en combinant des signes diacritiques avec des symboles de voyelles proches : [ɒ̝] ou [ɔ̞], et leurs équivalents X-SAMPA sont Q_r et O_o.

## Transcription
Certains auteurs, dont notamment Bernard Bloch (en) et George L. Trager (en), ont proposé d’utiliser l’oméga comme symbole pour représenter la voyelle pré-ouverte postérieure,, dans un système de transcription phonétique proche de l’API.
Des systèmes de transcriptions phonétiques différents de l’API ont parfois un symbole propre à cette voyelle ou deux symboles quand [ɒ̝] et [ɔ̞] sont deux voyelles (la première plus ouverte que la seconde) :
- la transcription Dania utilise le o ouvert ɔ pour [ɒ̝] et le v culbuté ʌ pour [ɔ̞] ;
- l’alphabet dialectal suédois utilise le ao ꜵ pour [ɒ̝] et le o o pour [ɔ̞][4].

Archibald Tucker (en) et M. A. Bryan ont utilisé le ao [ꜵ] pour représenter la voyelle postérieure variant entre une voyelle ouverte postérieure non arrondie [ɑ] et une voyelle mi-ouverte postérieure arrondie [ɔ] dans la transcription de langues kalenjin,.

## Caractéristiques
- Son degré d'aperture est pré-ouvert, ce qui signifie que la position de la langue est proche de celle d'une voyelle basse, mais légèrement moins resserrée.
- Son point d'articulation est postérieur, ce qui signifie que la langue est placée aussi loin que possible à l'arrière de la bouche.
- Son caractère de rondeur est arrondi, ce qui signifie que les lèvres sont arrondies.

## Langues
| Langues                     | Mots  | Prononciations | Sens                | Notes |
| --------------------------- | ----- | -------------- | ------------------- | --- |
| Austro-bavarois d’Amstetten |       |                |                     | Voyelle postérieure arrondie avec le même degré d’ouverture que [æ] et [ɶ̝], généralement transcrite avec /ɒ/ avec l’API. |
| Danois                      | år    | [ɔ̞ːˀ]          | « année »           | Généralement transcrit avec /ɒ/ avec l’API.                                                                              |
| Kirghiz                     |       |                |                     | |
| Norvégien,                  |       |                |                     | |
| Poitevin vouvantais         |       | [ʃɒ̝luner]      | « graine de choux » | |
| Poitevin vouvantais         |       | [ɒ̝rgoeje]      | « porcherie »       | |
| Selepet                     |       | [lɔ̞m]          | « trou »            | Allophone de [ɔ] entre /l/ et les consonnes labiales.                                                                    |
| Yoruba                      | itọju | [itɒ̝ju]        | « soin »            | Généralement transcrit avec /ɔ/ avec l’API.                                                                              |